# Lola (Cuba)
Lola, es el nombre de una leyenda popular cubana
La leyenda trata sobre el asesinato de una mujer a manos de su esposo, cuando éste, un día a las tres de la tarde, le descubrió siéndole infiel con otro hombre. El crimen puede ubicarse en la primera mitad del siglo XX cubano, si bien el nombre de Lola era común y se hace difícil ubicar geográficamente el origen de la leyenda. A esta dificultad se suma, lamentablemente, en aquella época, una diversidad de anécdotas similares de crímenes pasionales lo que hace aún más difícil establecer sus orígenes o protagonistas. Diversas leyendas urbanas han atribuido el protagonismo de la historia a personajes célebres de la cultura y la política nacional.
El suceso puede haber extendido su fama cuando el presidente Ramón Grau San Martín, durante uno de sus discursos, consultó su reloj y exclamó "¡Coño, son las tres de la tarde, la hora en que mataron a Lola!", popularizándose aún más la expresión. Más allá de lo escabroso y del contenido violento y machista de la supuesta historia, el cubano la ha despojado totalmente de esos significados y la ha trasladado de manera erótico-festiva a su código de conducta social diario: Al ver a otra persona inclinada hacia delante, se le suele avisar jocosamente de que en esa posición mataron a Lola. En Cuba, las tres de la tarde se define mediante la expresión: “la hora en que mataron a Lola”. Estar “mejor que Lola”, refiere por su parte un estado de disfrute máximo. "¡Adiós, Lolita de mi vida...!" fue la expresión de un conocido comentarista deportivo en la Isla para narrar en un partido de béisbol el momento en que la bola era sacada del parque (home run). Esta última suele utilizarse además como despedida irónica. Diversas melodías populares cubanas también hacen frecuente alusión a Lola.